# Pelargonsäureethylester
Pelargonsäureethylester ist eine chemische Verbindung aus der Gruppe der Carbonsäureester.

## Vorkommen
Pelargonsäureethylester wurde in Ananas, Bananen, Pflaumen, Äpfeln, Parmesan, Milch, Bier, Cognac, Rum, Whisky, Wein, Pflaumen- und Birnenbrand, Weizenbrot, Rindfleisch und Maiskeimöl, Trauben und Holunderbeeren nachgewiesen.

## Gewinnung und Darstellung
Pelargonsäureethylester kann durch Reaktion von Pelargonsäure und Ethylalkohol in Toluol in Gegenwart kleiner Mengen von Salzsäure oder auch durch Hydrierung von Önanthylidenacetat in Gegenwart von Nickel bei 180 °C gewonnen werden.

## Eigenschaften
Pelargonsäureethylester ist eine brennbare, schwer entzündbare, farblose Flüssigkeit mit angenehmem Geruch, die praktisch unlöslich in Wasser ist.

## Verwendung
Pelargonsäureethylester wird als Aromastoff verwendet.